# Peucaea carpalis
Peucaea carpalis е вид птица от семейство Овесаркови (Emberizidae).

## Разпространение
Видът е разпространен в Мексико и САЩ.